# Я – Четвёртый (роман)
«Я — четвёртый» (англ. I Am Number Four) — научно-фантастический роман Лориенской саги Джеймса Фрея и Джоби Хьюза, пишущих под псевдонимом Питтакус Лор издательства HarperCollins Publishers. Роман «Я — Четвёртый» 7 недель продержался под номером 1 на списке бестселлеров по версии The New York Times в разделе «Лучшие детско-юношеские бестселлеры».
В июне 2009 DreamWorks Pictures приобрела права для экранизации книги, премьера состоялась 18 февраля 2011. Проект стал первой совместной работой DreamWorks с Disney’s Touchstone Pictures.
Изначально планировалось, что фильм станет первой экранизацией в цикле Лориенской саги.

## Сюжет
Книга повествует об истории Джона Смита, 15-летнего подростка с планеты Лориен, и Генри, его Чепана (наставника и хранителя), вынужденных скрываться на Земле от инопланетной расы могадорцев, которые охотятся за Джоном и другими восемью лориенскими Гвардейцами, разбросанными по всей Земле. Джон и оставшиеся восемь пришельцев — члены Гвардии, группа подростков, которых планета Лориен наделила индивидуальными сверхъестественными способностями, или «Наследиями». Чепаны, также жители Лориен, не обладают Наследиями, во время захвата Лориен их послали на Землю вместе с Гвардейцами на космическом корабле, чтобы они защищали и обучали Гвардейцев. Те в свою очередь защищены сильным заклятием, которое позволяет могадорцам убивать их только по порядку их номеров. Первых троих уже убили, Джон — четвёртый.
После неудачи во Флориде Джон и Генри переселяются в Парадайз, штат Огайо. Здесь Джон влюбляется в земную девушку Сару Харт, заводит врага в лице Марка Джеймса, бывшего парня Сары (позже они найдут общий язык), обзаводится первым лучшим другом в лице Сэма Гуда, любителя теорий заговоров и пришельцев, и находит бездомного пса, которого решает оставить у себя и называет Берни Корсаром. Позже Сэм узнает о тайне Джона, но не выдаёт друга и становится на его сторону. Джон развивает свои способности и по мере своих сил открывает в себе новые Наследия: у него появляется телекинез, невероятная сила и выносливость, он оказывается устойчив к огню и жару. Однажды на вечеринке в доме у Марка разгорается страшный пожар, и Джону приходится спасать Сару и двух собак из горящего дома, рискуя выдать свою тайну. Люди всё же замечают странное поведение Джона, и это сразу выводит могадорцев на его след. Ближе к концу книги могадорцы находят Джона, и на пустой школьной территории в Парадайзе происходит финальная битва. На стороне Джона бьются Генри, Сара, Сэм, Марк и Берни Косар, который оказывается лориенской химерой, способной принимать обличье любого животного. Неожиданно на помощь Джону приходит сильная лориенская девушка, Шестая. Она обладает могущественной силой и двумя мощными Наследиями — способностью быть невидимой и подчинять себе элементы (огонь, воздух и т.д). Могадорцы проигрывают схватку, но Генри умирает, сказав напоследок Джону, что самое важное спрятано в его Ларце.
На следующий день все, кто участвовал в битве, уезжают в соседний город. Джон теперь снова вынужден скрываться от могадорцев, которых на Земле осталось еще очень много. В конце книги Джон с Шестой решают отыскать остальных членов Гвардии и отправляются в путь вместе с Берни Косаром и Сэмом, который просит их взять его с собой, чтобы он смог найти своего без вести пропавшего отца. Напоследок Джон говорит Саре, что очень любит её и вернётся за ней. Джон, Шестая, Сэм и Берни Косар отправляются на поиски остальных Номеров, чтобы вместе уничтожить всех могадорцев и восстановить жизнь на родной планете Лориен.

## Критика и киноадаптация
Книга вошла в число бестселлеров по версии New York Times.
Компания DreamWorks Pictures купила права на экранизацию романа «Я — Четвёртый» в июне 2009 года; выход фильма в США состоялся 18 февраля 2011 года. Картина получила в основном отрицательные отзывы критиков. Тем не менее, поклонники её поддержали. Бюджет фильма составил $50 млн, сборы в мировом прокате — $145 982 797. Сборы первых недель проката составили $28 086 805.